# 기니비사우 독립 전쟁
기니비사우 독립 전쟁(Guerra de Independência da Guiné-Bissau)은 1963년부터 1974년에 포르투갈령 기니에서 벌어진 독립 전쟁으로 쿠바, 소련, 유고슬라비아의 지원을 받은 기니비사우-카보베르데 아프리카 독립당(PAIGC)과 포르투갈 간에 벌어졌다. 해당 전쟁은 포르투갈 측에 엄청난 인명, 재산적 손실을 초래하여 국내적 정치 불안을 상당히 일으켰기 때문에 포르투갈의 월남전으로 불린다.
기니비사우 독립 전쟁 와중에 포르투갈은 녹색 바다 작전(Operação Mar Verde)을 벌였다. 녹색 바다 작전은 1970년 11월에 포르투갈 군인 350명 내지 420명 및 포르투갈 측이 이끄는 기니 출신 군인들이 기니의 수도 코나크리를 공격한 작전이다. 해당 작전의 목표는 아메드 세쿠 투레 정권 전복, PAIGC 지도자 아밀카르 카브랄 생포, PAIGC 및 기니 측 지지자들의 해상 및 항공 자산 파괴, 코나크리에 있는 포르투갈 측 포로 구출 등이었다.
공격자들은 포로들을 구출하고 몇몇 PAIGC 측 선박과 기니 항공 인프라를 파괴한 후 철수했으나 아밀카르 카브랄 생포 및 기니의 아메드 세쿠 투레 정권 전복에는 실패했다.
그러나 이후 아밀카르 카브랄은 1973년 1월 암살됐고 그 후 군사적 충돌은 교착 상태에 빠졌다. 포르투갈 측은 주요 도시들만을 장악했고 일명 '해방구'에서 PAIGC를 몰아내지 못했다. 1973년 9월 PAIGC 측이 장악한 의회는 기니비사우 독립을 선포했고 몇몇 국가들은 이를 인정했다. 카네이션 혁명 이후 신생 포르투갈 정부는 1974년 9월 기니비사우의 독립을, 이듬해에는 카보베르데의 독립을 인정했다.

## 같이 보기
- 포르투갈 식민지 전쟁